# 高龙镇
高龙镇，是中华人民共和国河南省洛陽市偃师区下辖的一个乡镇级行政单位。

## 行政区划
高龙镇下辖以下地区：
高崖村、郜寨村、姬桥村、石牛村、辛村、高龙村、赵寨村、半个寨村、五岔沟村、逯寨村、陶化店村、铺刘村、左村、郭屯村、谢村和大屯村。